# Vásárhelyi Gergely (pap)
Vásárhelyi Gergely (Marosvásárhely, 1561 – Kolozsvár, 1623. október 18.) jezsuita pap, hitszónok.

## Életpályája
1584-ben lépett be a rendbe. Alsó-Lendván a török uralom alatt a római katolikusoknak hirdette az Isten igéjét; innen Pécsre költözött, hol miután néhány évet töltött mint hitszónok, Bethlen Gábor erdélyi fejedelem kérésére Gyulafehérvárra ment, átvenni a rend igazgatását.

## Művei
- Az Keresztyeni tudomanynak rövid summainac részei, ki úgy mint közönséges Kesztyénségnec kiczin Catechimussal foglallya magában. Írta Canisius Péter, ford. Nagyszombat, 1696 (Kolozsvár, 1699; Bécs, 1604, 1615 és 1617. Ennek elején naptár van, mely nálunk az első naptár volt és a pápák, magyar királyok chronologiája 1609-ig; Pozsony, 1624, 1747 és 1763)
- Egynehány tévelgő kérdésekre rövid keresztényi feleletek. Bécs, 1604 és 1617 (Ferenczy-Danielik után)
- Az emberi állatnak négy utolsó dolgairól való intések. Hely és év n. (Ferenczy-Danielik után)
- Kempis Tamás négy könyve. Ford. Kolozsvár, 1604 (Stoeger után)
- Esztendö altal Az Anyaszentegyháztól rendeltetet Vasarnapokra és Innepre Evangeliomok és Epistolák es Ezekre való Lelki elmélkedések. Bécs, 1618
- Iesus † Maria. Esztendeo altal az aniazentegihaztol rendeltetett vasornapokra, es innep napokra Epistolak... Ford. Uo. 1618
- Vilag kezdetitöl fogva, iosagos es gonosz czelekedeteknek példáinak Summái... Maros-Vasarhelyi Gergely által fordíttattak és írattattak. Kassa, 1623